# Davy De Beule
Davy De Beule (Hamme, 7 novembre 1981) è un ex calciatore belga, di ruolo centrocampista.